# Музей історично-воєнних пам’яток Наукового Товариства імені Шевченка
Музей історично-воєнних пам’яток Наукового Товариства імені Шевченка (також відомий як Музей Визвольних Змагань) — колишній військово-історичний музей заснований Науковим Товариством ім. Шевченка, Товариством «Молода Громада» і Українським Товариством Допомоги Інвалідам у Львові. Існував в 1937-39 рр. 

## Історія
Військові пам'яткі в колекції музею НТШ почали з'являтись ще з моменту його заснування в 1895 р., проте лише з початку 1920-х ця добірка почала регулярно поповнюватись артефактами часів визвольних змагань. Як окремий відділ музей відкрився 1 листопада 1936 р., а вже наступного року на XXXIII Засіданні Виділу НТШ було прийнято рішення у перетворення його в окремий музей. 
Згідно Фундаційної грамоти власником та управителем музею було Наукове Товариство ім. Шевченка. Товариства-співзасновники «Молода Громада» та Українське Товариство Допомоги Інвалідам у Львові покривали видатки та надавали приміщення відповідно. Очільника музею з-поміж своїх членів мало призначати Товариство «Молода Громада». Водночас музейні експонати передавались як депозит, і продовжували рахуватись власністю організації яка їх надала. 
Музей складався з двох відділів: відділ старовини та найновішої історії. Окрім них планувався також окремий відділ для пам'яток Пласту. На момент заснування музею основу його збірки складали 1278 музейних предмети. Згодом вона була розширена за рахунок депозитів «Молодої Громади», Романа Баранського, Івана Крип'якевича тощо. Всього за два роки вона збільшилась майже в три рази і нараховувала 3524 предмети. Серед них військові реліквії УСС та УГА, прапори (зокрема піднятий над ратушею під час Листопадового зриву), нагороди, печатки, зброя, мистецька та бібліотечна збірки тощо.
Після встановлення радянської влади у Львові в 1939 році, НТШ разом з усіма своїми інституціями припинив існування. З метою збереження пам'яток, Управа Музею НТШ повернула частину експонатів жертводавцям. Також частина була нелегально відправлена до Музею Визвольної Боротьби України у Празі. У Львові в державній власності залишились архівні колекції (передані до Центрального архівного управління НКВС) та 1803 музейні предмети, які в 1940 р. були передані до фондів Львівського історичного музею.